# Sultanato di Banjar
Il Sultanato di Banjar, alias Sultanato di Banjarmasin (Banjar: Kasultanan Banjar), fu un sultanato situato nell'odierna provincia di Kalimantan Meridionale in Indonesia, tra i primi stati ad ottenere il rango di sultanato. Per la maggior parte della sua storia, la sua capitale fu Banjarmasin.
Fino al XIX secolo fu inglobato dall’impero del vicino sultanato di Sambas, conservando l’autonomia in cambio della cessione di gran parte del territorio. All’apice della sua estensione, tuttavia, era stato per breve tempo il regno più vasto del Kalimantan, insieme al sultanato di Sukadana, con una superficie di circa 40.000 kmq per entrambi.

## Storia
Raden Samudra, fondatore del sultanato, apparteneva alla dinastia reale del regno di Negara Daha; per sfuggire ai suoi nemici, egli era fuggito dal regno di Daha all'area del fiume Barito, e fondò un nuovo regno a Banjarmasin. Con l'aiuto di Mangkubumi Aria Taranggana, Raden Samudra si convertì all'Islam il 24 settembre 1526, cambiando il suo nome in Sultano Suriansyah (il rango di Sultan era infatti superiore a quello di Raja o Raden). Sulle prime, il sultanato di Banjar pagava tributi al Sultanato di Demak, che però fu distrutto a cavallo del XVI secolo, soppiantato da stati tra cui il sultanato di Pajang, che però non chiese alcun tributo a quello di Banjar.
Banjar sorse nei primi decenni del XVII secolo come produttore e commerciante di pepe; ben presto, virtualmente ogni regno minore del sudest, sudovest ed est dell'isola di Kalimantan pagava tributi al sultanato. Il Sultano Agung di Mataram (1613-1646), che dominava le coste settentrionali di Giava, tra cui i porti di Jepara, Gresik, Tuban, Madura e Surabaya, progettò di colonizzare le aree Kalimantan, ma il progetto rimase incompiuto a causa di risorse inadeguate. 
Alla fine del XVII secolo, buona parte del sultanato di Banjar fu conquistata e annessa dal potente esercito del sultanato di Sambas, un enorme impero nato in Kalimantan occidentale che si stava man mano estendendo in tutti gli stati vicini. Banjar mantenne l’autonomia e la capitale ma solo poche regioni rimasero sotto il suo controllo, inoltre fu costretto a pagare pesanti tributi ai sultani di Sambas. Il dominio durò tuttavia un secolo solo, poiché Sambas crollò e finì sotto il protettorato olandese nel 1812.
La parte restante del sultanato di Banjar continuò a governare con una certa indipendenza. Nel XVIII secolo, il principe Tamjidullah I trasferì con successo il potere alla sua dinastia, e mandò il principe Nata Dilaga come suo primo sultano con Panembahan Kaharudin Khalilullah. Nata Dilaga divenne primo re della dinastia col nome di Tamjidullah I nel 1772, e al giorno della sua ascesa si fece chiamare Susuhunan Nata Alam.
Il principe Amir, nominato tale dal Sultano suo padre Muhammad Aliuddin Aminullah nipote del Sultano Hamidullah, fuggì a Pasir, e richiese aiuto allo zio Arung Tarawe (e a Ratu Dewi). Al suo ritorno nel 1757, Amir attaccò il sultanato di Banjar con un'enorme forza di soldati buginesi, cercando di riprendersi il trono da Susuhunan Nata Alam; quest'ultimo, temendo la perdita del trono e la caduta del regno per mano dei buginesi, richiese l'assistenza dalla Compagnia olandese delle Indie orientali (VOC), che spiegò un esercito sotto il capitano Hoffman. Le forze combinate sconfissero i buginesi, costringendo Amir a tornare a Pasir con la coda fra le gambe. Dopo molto tempo, Amir tentò di riconciliarsi con i nobili Barito Banjar, che disprezzavano la VOC, ma Amir fu arrestato ed esiliato a Sri Lanka nel 1787, e Banjar divenne protettorato olandese. Stesso destino toccò al vicino sultanato di Sambas nel primo XIX secolo.
Gli olandesi incrementarono la loro presenza nel XIX secolo, prendendo territori dal sultanato e interferendo con la nomina dei suoi sovrani; la resistenza dei Banjar portò alla guerra Banjarmasin (1859–1863) e l'abolizione del sultanato nel 1860, a seguito della quale l'area fu governata da reggenti a Martapura (Pangeran Jaya Pemenang) e ad Amuntai (Raden Adipati Danu Raja). La reggenza fu infine abolita nel 1884, 24 anni dopo. L'ultimo ritenente al trono morì nel 1905.

## Lista dei Sultani di Banjar
| Data      | Sultano                                                                                             |
| --------- | --------------------------------------------------------------------------------------------------- |
| 1520-1546 | Sultano Suriansyah                                                                                  |
| 1546-1570 | Sultano Rahmatullah bin Sultan Suriansyah                                                           |
| 1570-1595 | Sultano Hidayatullah I bin Rahmatullah                                                              |
| 1595-1638 | Sultano Mustain Billah bin Sultan Hidayatullah I                                                    |
| 1642-1647 | Sultano Inayatullah bin Mustainbillah                                                               |
| 1647-1660 | Sultano Saidullah bin Sultan Inayatullah                                                            |
| 1660-1663 | Sultano Ri'ayatullah/Tahalidullah? bin Sultan Mustainbillah                                         |
| 1663-1679 | Sultano Amrullah Bagus Kasuma bin Sultan Saidullah                                                  |
| 1663-1679 | Sultano Agung/Pangeran Suryanata II bin Sultan Inayatullah                                          |
| 1679-1700 | Sultano Amrullah Bagus Kasuma bin Sultan Saidullah                                                  |
| 1700-1717 | Sultano Tahmidullah I/Sultan Surya Alam bin Sultan Tahlilullah/Sultan Amrullah                      |
| 1717-1730 | Panembahan Kasuma Dilaga bin Sultan Amrullah                                                        |
| 1730-1734 | Sultano Hamidullah/Sultan Ilhamidullah/Sultan Kuning bin Sultan Tahmidullah I                       |
| 1734-1759 | Sultano Tamjidullah I bin Sultan Tahlilullah                                                        |
| 1759-1761 | Sultano Muhammadillah/Muhammad Aliuddin Aminullah bin Sultan Il-Hamidullah/Sultan Kuning            |
| 1761-1801 | Sultano Tahmidullah II/Sultan Nata bin Sultan Tamjidullah I                                         |
| 1801-1825 | Sultano Sulaiman al-Mutamidullah/Sultan Sulaiman Saidullah II bin Tahmidullah II                    |
| 1825-1857 | Sultano Adam Al-Watsiq Billah bin Sultan Sulaiman al-Mutamidullah                                   |
| 1857-1859 | Sultano Tamjidullah II al-Watsiqu Billah bin Pangeran Ratu Sultan Muda Abdur Rahman bin Sultan Adam |
| 1859-1862 | Sultano Hidayatullah Khalilullah bin Pangeran Ratu Sultan Muda Abdur Rahman bin Sultan Adam         |
| 1862      | Pangeran Antasari bin Pangeran Mashud bin Sultan Amir bin Sultan Muhammad Aliuddin Aminullah        |
| 1862-1905 | Sultano Muhammad Seman bin Pangeran Antasari Panembahan Amiruddin Khalifatul Mukminin               |